# Spelyngochthonius heurtaultae
Espèce
Spelyngochthonius heurtaultae est une espèce de pseudoscorpions de la famille des Chthoniidae.

## Distribution
Cette espèce est endémique de Catalogne en Espagne,. Elle se rencontre dans la grotte Cova d'en Merla à Roda de Berà.

## Description
Le mâle holotype mesure 1,05 mm.

## Étymologie
Cette espèce est nommée en l'honneur de Jacqueline Heurtault.

## Publication originale
- Vachon, 1967 : Spelyngochthonius heurtaultae nouvelle espece de Pseudoscorpions cavernicoles, habitant l'Espagne (Familie des Chthoniidae). Bulletin du Muséum national d'histoire naturelle, sér. 2, vol. 39, no 3, p. 522-527 (texte intégral).